# 小野正樹
小野 正樹（おの まさき、1965年 -）は、日本の教育学者・言語学者。研究分野は、日本語教育学・日本語学・語用論。学位は、博士（言語学）（筑波大学・論文博士・2003年）（学位論文「埋め込み節をとる日本語動詞述語文の語用論的研究 : 「ト思う」を中心に」）。筑波大学教授。愛知県名古屋市出身。

## 来歴

### 職歴
- 2000年6月 - 2009年8月 筑波大学大学院人文社会科学研究科講師
- 2009年8月 - 2014年12月 筑波大学大学院人文社会科学研究科准教授
- 2015年1月現在　- 筑波大学大学院人文社会科学研究科教授

### 学歴
- 1988年 早稲田大学第一文学部文学卒業
- 1998年 筑波大学大学院文芸・言語研究科言語学単位取得満期退学

### 学位
- 修士（地域研究）（筑波大学）
- 2003年　学位論文「埋め込み節をとる日本語動詞述語文の語用論的研究 : 「ト思う」を中心に」で筑波大学より博士（言語学）の学位を取得[1]。

### 所属学会
- 日本語学会
- 日本語教育学会
- 日本語教育方法研究会
- 日本語文法学会

## 著書

### 単著
- 『日本語教師養成講座理論テキスト 文章・談話』（1994）
- 『日本語態度動詞述語文の情報構造』（ひつじ書房、2005）
- 『日本語上級文法』（2006）
- 『初級日本語J100、J200、J300、J400』（2010）

### 共著
- 『コロケーションで増やす表現　ほんきの日本語 Vol.1』（共著者：小林典子・長谷川守寿、くろしお出版、2009）
- 『コミュニケーションと配慮表現　日本語語用論入門』（共著者：山岡政紀・牧原功、明治書院、2010）
- 『日本語教育研究への招待』（共編著者：砂川有里子・加納千恵子・一二三朋子、くろしお出版、2010）
- 『コロケーションで増やす表現　ほんきの日本語 Vol.2』（共著者：小林典子・長谷川守寿、くろしお出版、2010）
- 『言語の主観性　認知とポライトネスの接点』（共編著者：李奇楠、くろしお出版、2016）
- 『新版　日本語語用論入門　コミュニケーション理論から見た日本語』（共著者：山岡政紀・牧原功、明治書院、2018）
- 『日本語配慮表現の原理と諸相』（編者：山岡政紀、くろしお出版、2019）
- 『世界の配慮表現』（編者：山岡政紀・西田光一・李奇楠、ひつじ書房、2025）[2]

## 主な論文
- 「初級日本語教科書の情報提供場面に関する分析」（1997）
- 「「ト思う」述語文のコミュニケーション機能について」（2001）
- 「埋め込み節をとる日本語動詞述語文の語用論的研究:「ト思う」を中心に」（2003）
- 「新しい文法--「かなと思う」について」（2006）